# Hoplopleura hirsuta
Hoplopleura hirsuta är en insektsart som beskrevs av Ferris 1916. Hoplopleura hirsuta ingår i släktet Hoplopleura, och familjen gnagarlöss. Inga underarter finns listade i Catalogue of Life.